# Trichomanes astylum
Trichomanes astylum là một loài dương xỉ trong họ Hymenophyllaceae. Loài này được Klf.in Sieb. mô tả khoa học đầu tiên..
Danh pháp khoa học của loài này chưa được làm sáng tỏ. 